# Paul Kempf
Pour les articles homonymes, voir Kempf.
Paul Friedrich Ferdinand Kempf (né le 3 juin 1856 et mort le 16 février 1920) est un astronome allemand. 

## Biographie
Il obtient son doctorat en astronomie de l'université Humboldt de Berlin avec une thèse intitulée Untersuchungen über die Ptolemäische Theorie der Mondbewegung (Investigations sur la théorie des mouvements lunaires Ptolémaïques). Le 1er juillet de la même année il devient assistant à l'institut astrophysique de Potsdam.
Tôt dans sa carrière il collabore avec Gustav Spörer un astronome allemand se spécialisant dans l'observation du Soleil, il observe alors les activités des taches solaires. Il se joint aussi à une expédition allemande au Chili pour y observer le transit de Vénus en 1882. Il voyage aussi en Russie pour y observer une éclipse solaire en 1887 et en 1914. Il commence une collaboration avec son ami Gustav Müller une étude importante pour établir un catalogue de toutes les étoiles de l'hémisphère nord ayant une magnitude supérieure à 8,5 qui devient le Bonner Durchmusterung, le plus ancien catalogue d'étoiles encore utilisé par les astronomes. Ce travail est publié entre 1894 et 1906, la version finale Potsdamer Photometrische Durchmusterung est publié en 1907,.
Il est nommé astronome principal à l'observatoire de Potsdam en 1894. Il devient secrétaire de la Société astronomique en 1914, puis trésorier, cumulant les deux postes jusqu'à sa mort. Sa femme est devenue l'une des deux premières membres féminines, de Astronomische Gesellschaft en 1921.